# Eupithecia rougeoti
Eupithecia rougeoti là một loài bướm đêm trong họ Geometridae.